# بيا يول
بيا يول (30 مايو 1962 - 30 سبتمبر 2020)،هو كاتِبة، مترجمة وشاعرة دنماركية.

## روابط خارجية
- بيا يول على موقع IMDb (الإنجليزية)
- بيا يول على موقع ميوزك برينز (الإنجليزية)